# Гонор, Александр Львович
Александр Львович Гонор (14.09.1930, Ленинград — 12.09.2009, Торонто, Канада) — советский, российский и канадский учёный в области аэромеханики и газовой динамики, доктор физико-математических наук (1967), профессор (1970), соавтор научного открытия.

## Биография
Родился 14.09.1930 в Ленинграде (отец — Гонор, Лев Рувимович). Окончил механико-математический факультет МГУ (1953). Ученик Г. Г. Чёрного.
В 1958 году защитил кандидатскую диссертацию на тему «Обтекание конических тел потоком газа с большой сверхзвуковой скоростью». Доктор физико-математических наук (1969), тема диссертации «Некоторые задачи гиперзвуковых пространственных течений».
Доцент (1960). Профессор (1970).
Старший научный сотрудник лаборатории гиперзвуковой аэродинамики НИИ механики МГУ (1970—1993). Профессор кафедры аэромеханики и газовой динамики механико-математического факультета МГУ (1990—1993).
С 1995 года работал по правительственному контракту в Университете Торонто (Канада).
Лауреат премии им. Жуковского (1970) и им. М. В. Ломоносова (1980, совместно с Н. А. Остапенко) — за цикл работ «Аэродинамика звёздообразных тел при сверхзвуковых скоростях».
Соавтор научного открытия (1990) — в составе авторского коллектива: : Остапенко Н. А., Черный Г. Г., Гонор А. Л., Непобедимый С. П., Рютин В. Б., Минин В. Ф., Пищулин В. С.